# Тростниковый дом (Мартиника)
Тростниковый дом — краеведческий музей в городе Труа-Иле на Мартинике. В нём представлена история производства сахарного тростника с момента его появления на Мартинике в середине XVII века.

## Описание
Ассоциация тростникового дома была создана в 1981 году для защиты и продвижения богатого прошлого сахарной промышленности Мартиники после закрытия многих сахарных плантаций и исчезновения центральных заводов вокруг, на которых строилась экономическая и социальная жизнь острова на протяжении трех столетий.
В мае 1987 года ассоциация основала на площади более 2 гектаров, где располагалась старая винокурня Vatable, созданная Джастином Марио в 1916 году и производившая ром «Le Soleil» до 1962 года.
В 1992 году ассоциация продала тростниковый дом Региональному совету Мартиники за символические франки, после чего он стал вторым региональным музеем.

## Расписания
Вторник и среда с 8:30 до 17:30.
Пятница и суббота с 8:30 до 17:00.
Воскресенье с 9:00 до 17:00.